# Paul Williams (storico delle religioni)
Paul Williams (19 settembre 1950) è uno storico delle religioni e buddhologo britannico.
Professore di "Filosofia indiana e tibetana" presso il "Dipartimento di Teologia e Studi religiosi" dell'Università di Bristol, Paul Williams ha conseguito, nel 1978, il "Doctor of Philosophy" in "Filosofia buddhista" presso l'"Oriental Institute and Wadham College" dell'Università di Oxford. Precedentemente, 1972, aveva conseguito il "Bachelor of Arts" presso la "School of African and Asian Studies" dell'Università del Sussex.
Esperto di Buddhismo, particolarmente del Buddhismo Mahāyāna, ha pubblicato numerose ricerche riguardanti la filosofia Madhyamaka, fondata in India da Nāgārjuna intorno al II secolo d.C. la quale è a fondamento delle scuole buddhiste cinesi, giapponesi, coreane, vietnamite e tibetane.
Attualmente è anche un membro laico dell'Ordine dei Frati Predicatori (Domenicani).

## Opere principali
- Buddhist Thought: A Complete Introduction to the Indian Tradition (London: Routledge, 2000). ISBN 978-0-415-20701-0 Traduzione italiana: Il Buddhismo dell'India. Roma, Ubaldini, 2002. ISBN 88-340-1393-X
- Mahayana Buddhism: The Doctrinal Foundations (London: Routledge, 1989). ISBN 978-0-415-35653-4 Traduzione italiana: Il Buddhismo Mahayana. Roma, Ubaldini, 1990. ISBN 88-340-0995-9
- Buddhism: Critical Concepts in Religious Studies Edited and with a new introduction by Paul Williams (London: Routledge, 2005). Otto volumi. ISBN 978-0-415-33226-2
- Songs of Love, Poems of Sadness: The Erotic Verse of the 6th Dalai Lama (IB Taurus, 2004). ISBN 978-1-85043-479-5
- Altruism and Reality: Studies in the Philosophy of the Bodhicaryavatara (Richmond: Curzon Press, 1998). ISBN 978-0-7007-1031-7
- The Reflexive Nature of Awareness: A Tibetan Madhyamaka Defence (Richmond: Curzon Press, 1998). ISBN 978-0-7007-1030-0